# 방파제축조기념비
방파제축조기념비(防波堤築造記念碑)는 울산광역시 동구 방어동에 있는 비석이다. 2018년 3월 2일 울산 동구의 향토문화재 제1호로 지정되었다가, 2019년 4월 4일 제12호로 지정번호가 변경되었다.

## 지정 사유
일제강점기에 방어진 항구의 방파제를 축조했던 사실을 새겨 놓은 것으로 높이 240cm 너비 110cm 두께 90cm 규모로 정면은 '방파제 축조 기념비(防波堤築造 記念碑)', 오른쪽 면은 공사 경위와 축조 상황, 왼쪽 면은 공사 개요와 주도한 사람들 이름이 새겨져 있다.
공사는 1923년 3월부터 1927년 8월까지 4년 5개월 걸렸으며 참여인원(연인원)도 19만 5천여 명에 이르는 대규모 사업이었다. 당시 동아일보 기사에 공사가 시작된 2년 뒤인 1925년 9월 초순에 현장을 덮친 태풍으로 48명이 희생되었다 한다.
일제강점기에 일본인 관료, 선주로 구성된 방파제 축조 위원회가 주도한 공사 사실을 새긴 것이지만, 아픈 역사를 되돌아보고 항만 변천 과정을 살펴볼 수 있는 역사적 자료이다.

## 지정번호 변경
방파제축조기념비는 일제강점기에 일본인 관료, 선주로 구성된 방파제 축조 위원회가 주도한 공사 사실을 새긴 것으로, 아픈 역사를 되돌아보고 항만 변천 과정을 살펴볼 수 있는 역사적 자료이나 향토문화재 제1호로 지정된 것은 정서적인 측면에서 맞지 않아 지정번호를 변경하였다.